# Peugeot 403
Der Peugeot 403 ist eine Pkw-Reihe, die im April 1955 in Paris erstmals der Öffentlichkeit präsentiert wurde und für Peugeot den Schritt zum international erfolgreichen Großserienhersteller bedeutete. Der 403 war der erste Peugeot, dessen Stückzahl die Millionengrenze überschritt; insgesamt wurden etwas über 1,2 Millionen Fahrzeuge produziert. Außerdem wurde das Modell in mehr Länder verkauft als alle anderen Peugeot-Modelle zuvor.

## Geschichte
Für den Entwurf des Prototyps ebenso wie für das Serienmodell des 403, dessen wesentliche Eigenschaften bei der Serienfertigung umgesetzt wurden, war das italienische Designunternehmen Pininfarina verantwortlich. Im Verlauf der zwölfjährigen Produktionszeit umfasste die Modellfamilie des 403 eine viertürige Stufenhecklimousine, einen Kombi mit der Bezeichnung Break, den sieben- bis achtsitzigen Familiale, einen geschlossenen Kastenwagen mit drei Türen, einen Pick-up sowie ein Cabriolet.
Das Design des 403 war durch die seinerzeit moderne Pontonform charakterisiert.  Ein Stahlschiebedach gehörte außer beim preisgünstigen 1,3-Liter-Modell in Deutschland zur Serienausstattung. Ende der 1950er-Jahre konnten Kunden unter 51 Angebotsvarianten wählen, Kombi-Modelle waren auch mit Dieselmotor erhältlich.
Angetrieben wurde der 403 von einem Vierzylinder-Ottomotor mit 1,5 Liter Hubraum und 58 PS, ab 1960 auch mit 1,3 Liter und 48 PS des eingestellten Vorgängers 203. Ab 1959 war außerdem ein 1,9-Liter-Dieselmotor erhältlich. Nachdem schon in den 1930er Jahren erste Versuche mit Selbstzünder-Aggregaten unternommen worden waren, verkaufte Peugeot ab 1959 mit dem 403 erstmals einen mit einem Dieselmotor ausgerüsteten Personenwagen in großer Stückzahl. Das Fahrzeug war der erste wassergekühlte Serienwagen, dessen Lüfter automatisch temperaturabhängig reguliert wurde. Er schaltete sich bei einer Kühlwassertemperatur von 82 °C ein und bei einem Temperaturabfall unter 68 °C (anfangs bei 75 °C) aus. Andere Fahrzeuge hatten zu dieser Zeit noch unregulierte Lüfter, die permanent in Betrieb waren.
Ein Peugeot 403 Cabriolet fuhr ab den 1970er Jahren, also lange nach seiner Produktionszeit, Inspektor Columbo, gespielt von Peter Falk, in der gleichnamigen Fernsehserie, wodurch das Fahrzeug eine große Bekanntheit erlangte.
Im Spielfilm Ferrari von 2023 fährt Enzo Ferrari, gespielt von Adam Driver, privat eine 403-Limousine.

## Karosserieversionen
Vom 403 gab es vier verschiedene Karosserievarianten:
- viertürige Stufenhecklimousine (April 1955 bis Oktober 1966)
- zweitüriges Cabrio (August 1956 bis April 1960)
- fünftüriger Kombi (September 1956 bis September 1962)
- zweitüriger Pick-up (September 1956 bis August 1967)

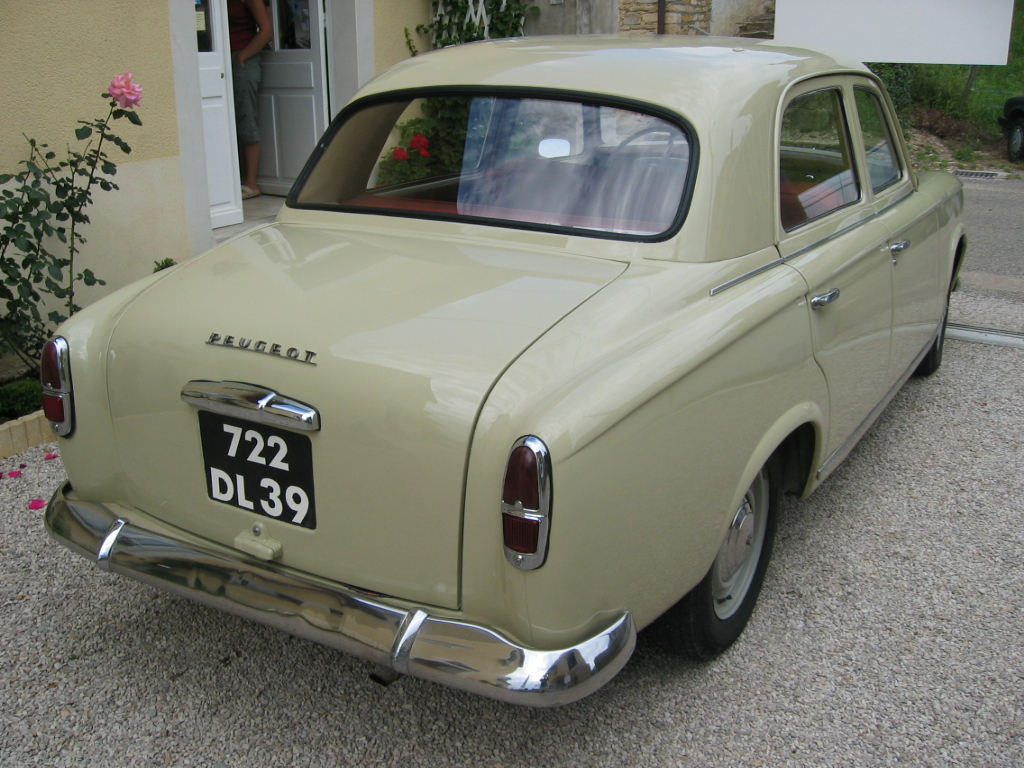
Heckansicht
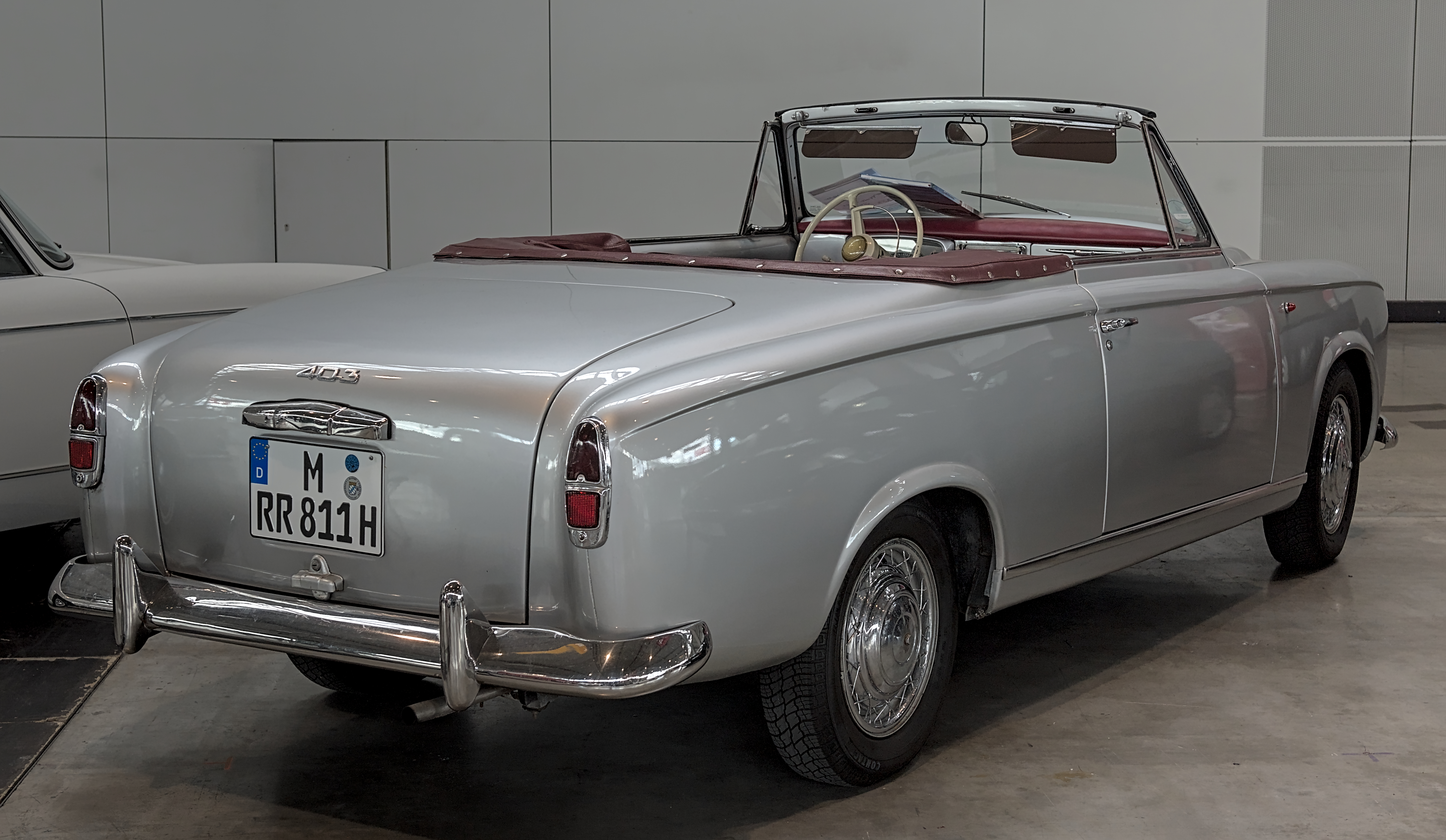
Peugeot 403 Cabriolet (1956–1960)
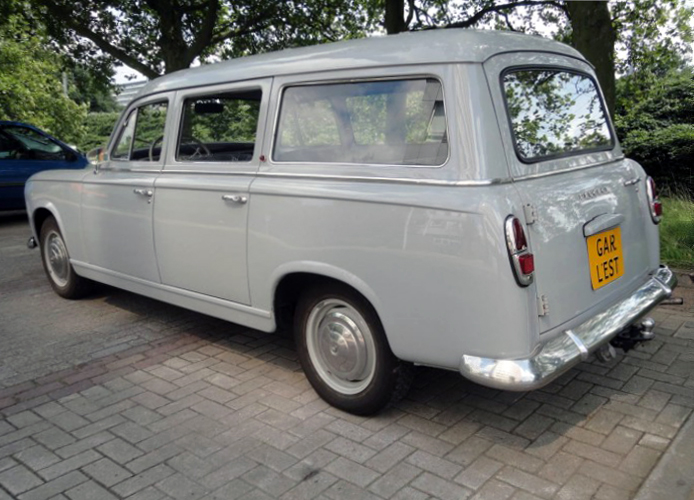
Peugeot 403 Break (1956–1962)
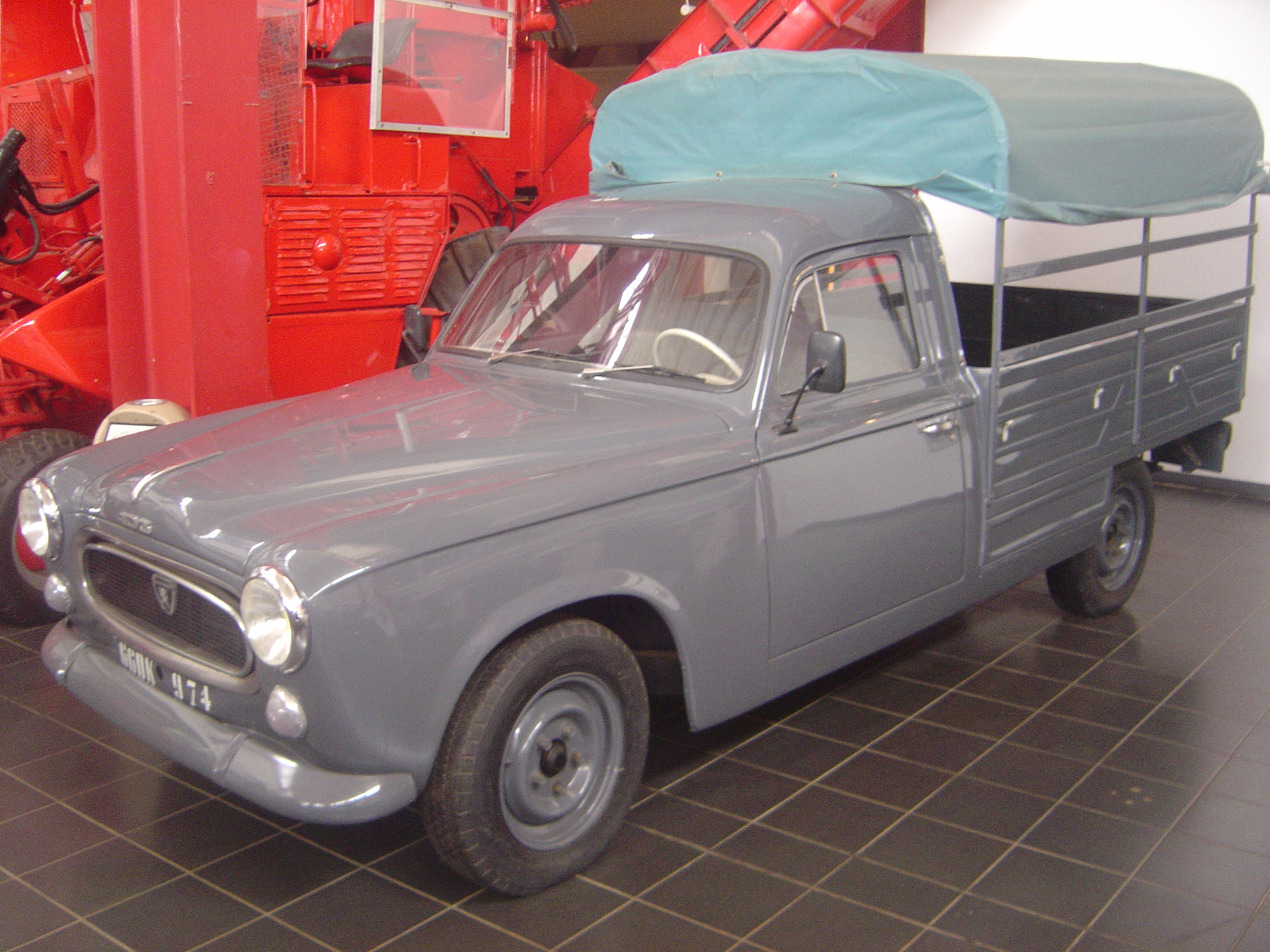
Peugeot 403 Camion (1956–1967)
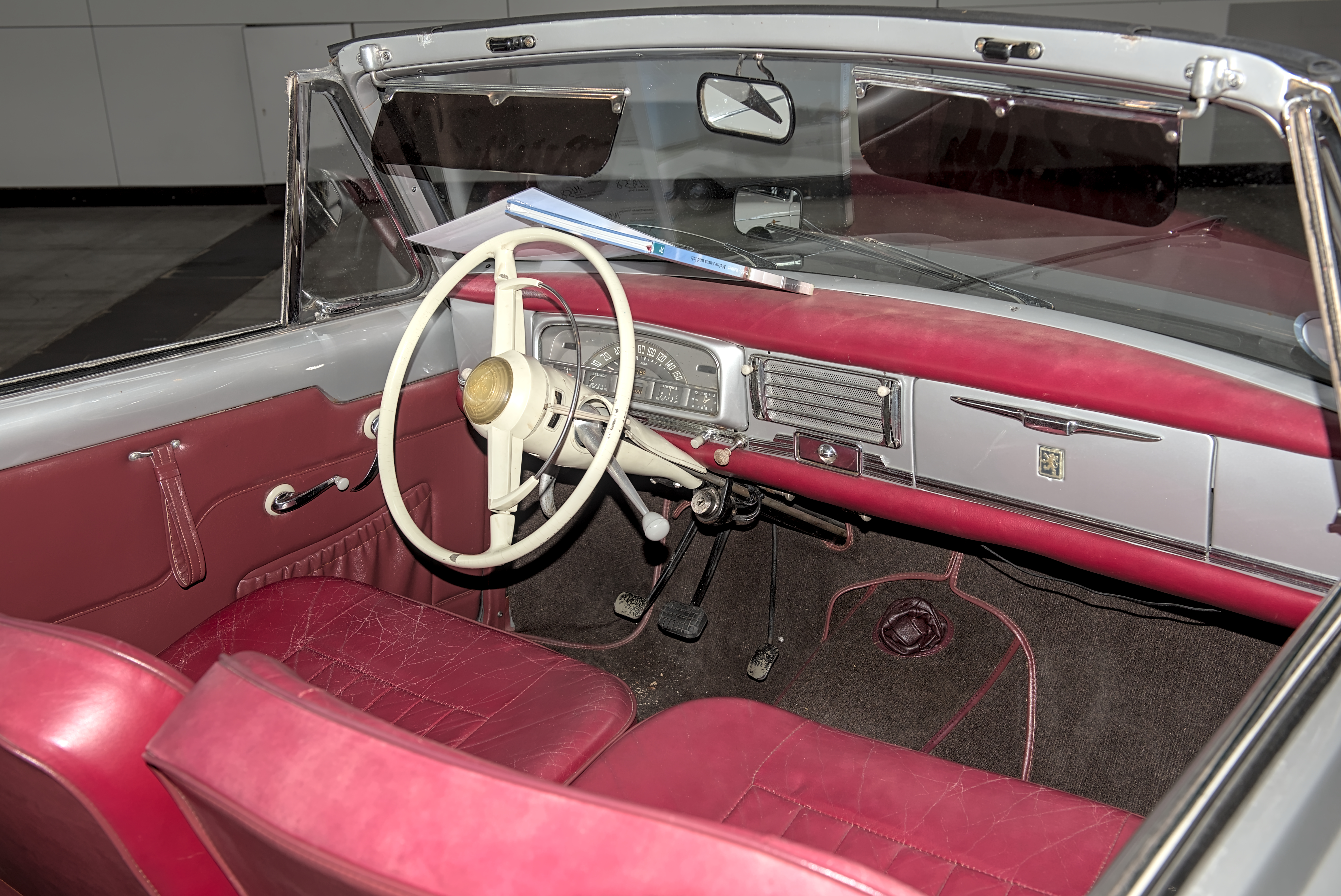
Innenraum

## Modellpflege
Während der relativ langen Bauzeit von zwölf Jahren wurde der 403 wenig verändert. Die frühen 403 bis Ende 1957 wurden noch nicht mit Blinkern, sondern mit Winkern ausgeliefert. Diese Modelle wurden in Deutschland meist mit Blinkern nachgerüstet. Ab 1958 liefen die Scheibenwischer parallel. Außerdem wurde das Getriebe sowohl in der Abstufung als auch durch leiseren Lauf verbessert. 
Ab 1962 wurde der mit einem breiten verchromten Rahmen und Mittelsteg versehene Kühlergrill durch einen einfacheren in einteiliger Ausführung ersetzt. In der Ausführung Grand Luxe (GL) erhielt er jedoch ab 1963 wieder zwei horizontale Chromstreifen.